# Thomas Curtis Van Cleve
Pour les articles homonymes, voir Van Cleve.
Thomas Curtis Van Cleve (1888–1976) est un historien américain, spécialiste du Saint-Empire romain germanique aux XIIe et XIIIe siècles.

## Biographie
Après avoir étudié à l'université du Missouri et à l'université du Wisconsin, il enseigna l'histoire et la science politique de 1915 à 1954 au Bowdoin College, à Brunswick dans le Maine.
Vétéran de la Première et de la Seconde Guerre mondiale, Thomas Curtis Van Cleve fut également membre de la Medieval Academy of America et fellow de la Royal Historical Society (Londres).
Il meurt à l'âge de 87 ans au Regional Memorial Hospital de Brunswick (Maine).

## Ouvrages sélectifs
- Markward of Anweiler and the Sicilian regency, a study of Hohenstaufen policy in Sicily during the minority of Frederick II, Princeton University press, 1937.
- The Emperor Frederick II of Hohenstaufen: Immutator Mundi, Oxford: Clarendon Press, 1972.